# Scotophilus heathi
Scotophilus heathi är en fladdermusart som först beskrevs av Thomas Horsfield 1831.  Scotophilus heathi ingår i släktet Scotophilus och familjen läderlappar. Inga underarter finns listade i Catalogue of Life. Wilson & Reeder (2005) skiljer mellan tre underarter.
Denna fladdermus har 57 till 69 mm långa underarmar, en 57 till 72 mm lång svans, 15 till 19 mm stora öron och en vikt av 29 till 53 g. Pälsen på ovansidan bildas av hår som är gula nära roten och orange till rödbruna vid spetsen vad som ger en orange- till rödbrun päls. På undersidan förekommer ljusare päls i samma färg. Öronen och flygmembranen är nakna med mörkbrun hud. I överkäken finns två framtänder. Den broskiga fliken i örat (tragus) är lång och smal.
Arten förekommer från Afghanistan, centrala Pakistan och södra Kina till Indien och Sri Lanka samt till det sydostasiatiska fastlandet. Den lever i låglandet och i låga bergstrakter upp till 1500 meter över havet. Scotophilus heathi kan anpassa sig till många olika habitat och den hittas även i människans samhällen.
Ensamma individer eller kolonier med upp till 50 medlemmar vilar i bergssprickor, i mursprickor, i trädens håligheter eller under stora blad. De lämnar sovplatsen sent på kvällen och flyger vanligen på låg höjd. Honor är cirka 115 dagar dräktiga och föder sedan en eller två ungar.